# Velîkîi Molodkiv, Novohrad-Volînskîi
Velîkîi Molodkiv (în ucraineană Великий Молодьків) este localitatea de reședință a comunei Velîkîi Molodkiv din raionul Novohrad-Volînskîi, regiunea Jîtomîr, Ucraina.

## Demografie
Componența lingvistică a localității Velîkîi Molodkiv
     Ucraineană (99,52%)
     Alte limbi (0,48%)
Conform recensământului din 2001, majoritatea populației localității Velîkîi Molodkiv era vorbitoare de ucraineană (99,52%), existând în minoritate și vorbitori de alte limbi.